# Hans Kern (Ingenieur)

Hans Kern (um 1980)

Hans Kern (* 8. September 1914 in Bülach; † 10. Oktober 2004) war ein Schweizer Elektroingenieur und von 1964 bis 1983 Professor an der Abteilung Elektrotechnik der ETH Zürich.

## Werdegang
Hans Kern studierte an der ETH Zürich und schloss sein Studium 1939 als Elektroingenieur ab. Anschliessend arbeitete er bis 1943 bei der Maschinenfabrik Oerlikon und wechselte danach zu BBC nach Baden, wo er bis 1964 tätig war. Von 1955 bis 1959 war er Konstruktionschef für Industrieöfen. Anschliessend war er in gleicher Position für ein Teilgebiet von Hochleistungsschaltern tätig. 1964 wurde er ausserordentlicher und 1968 ordentlicher Professor in der Abteilung für Elektrotechnik an der ETH Zürich. Er wirkte massgeblich an der Erarbeitung der VDI-Richtlinien 2222 über Konstruktionsmethodik mit. Es war ihm wichtig, das technische Wissen und die Ingenieur-Denkweise den Studierenden zu vermitteln. Aus diesem Grund befasste er sich immer wieder mit Didaktik. Am 16. Februar 1983 nahm er Abschied von seinen Studierenden und Kolleginnen und Kollegen an der ETH Zürich.
Kern war der Überzeugung, dass der Ingenieur sich seiner Mitverantwortung an einer Gesamtaufgabe bewusst sein muss – auch über die Wirkung seiner Tätigkeit auf die Gesellschaft. Daraus ergab sich nach Kerns Ansicht, dass Ingenieure und Techniker auch ihre Persönlichkeit entwickeln sollten. Mit dieser Überzeugung setzte er sich von 1968 bis 1972 als Vorstand der Abteilung für Elektrotechnik für die Einführung der Lehrveranstaltungen Mensch-Technik-Umwelt (MTU) ein. Die Ausbildung in diesem Bereich wurde fester Bestandteil im Studienplan der Abteilung für Elektrotechnik. Dieses Schweizer Modell wurde auch an der Universität Graz vorgestellt. Mit seiner interdisziplinären Sichtweise leistete Kern einen besonderen Beitrag zum Technikverständnis.

## Freizeit
Seit 1946 trat Kern jedes Jahr mit der «Badener Maske», einer Gruppe von Laienschauspielern, auf der Bühne auf. Später wirkte er bei den «Spielleuten von Seldwyla» mit und war aktives Mitglied in der Seniorenbühne in Altstetten.